# Smalbladig ökenstjärna
Smalbladig ökenstjärna (Pachypodium geayi) är en suckulent växt som ursprungligen kommer från södra Madagaskar. Den förekommer som krukväxt i Sverige men blommar sällan hos oss.
Smalbladig ökenstjärna är ett litet lövfällande, suckulent träd som kan bli upp till 10 m. Stammen grenar sig efter första blomningen, den är silvergrå, uppsvälld och mycket taggig. Taggarna sitter tre och tre. Bladen är långa och smala med en ljus, rosatonad, mittstrimma och de täckta med ljusgrått filthår, särskilt på undersidan. Blommorna är vita och relativt små. De sitter i toppställda knippen.
Ett synonymt svenskt namn är madagaskarpalm.